# Pseudotyrannochthoniidae
Pseudotyrannochthoniidae (лат.) — семейство псевдоскорпионов из подотряда Epiocheirata.
Представляет собой самую базальную и примитивную группу ныне живущих псевдоскорпионов. Насчитывает 50 видов в 5 родах. Ареал современных представителей семейства сильно разорван, что, вероятно, отражает их аллопатрическое видообразование в древности. Они встречаются в Австралии, Азии, Южной Африке и на Мадагаскаре, западной части Северной Америки и южной части Южной Америки. Ископаемые виды, известные из эоценового балтийского янтаря, являются представителями ныне существующих азиатских родов.

## Таксономия
- Afrochthonius Beier, 1930. Южная Африка, Мадагаскар и Шри-Ланка
- Allochthonius Chamberlin, 1929. Восточная Азия (ископаемые представители известны из балтийского янтаря)
- Centrochthonius Beier, 1931. Центральная Азия (ископаемые представители известны из балтийского янтаря)
- Pseudotyrannochthonius Beier, 1930. Чили, Австралия, Восточная Азия и запад США
- Selachochthonius Chamberlin, 1929. Южная Африка